# ДПтС (Київ)
«ДПтС» (скорочено від Державна Пенітенціарна Служба) — український футзальний клуб з Києва. Заснований в 2012 році. Виступає в другій лізі чемпіонату України.

## Історія
Команда «ДПтС», якою опікується державна пенітенціарна служба України, була заснована в 2012 році. «ДПтС» одразу після створення була заявлена в центральну зону другої ліги чемпіонату України, у якій посіла останнє місце.